# Масновићи
Масновићи или Масловићи су средњовековна српска властелинска породица. Њеним оснивачем се сматра се Мастан Бубањић (1324–90).
Поседе су имали претежно на подручју данашње Херцеговине, у Масној Луци на падинама Чврснице, а двор у Дрежници близу Мостара. Мастанов портрет очуван је на зиду православне цркве у Добруну близу Вишеграда. Међу његовим наследницима истиче се Прибоје Масновић, дубровачки грађанин и заповједник одбране Високог приликом провале Турака Османлија у Босну 1388 године.
Прибоје је био чест сведок разних повељама. Појављује се у Твртковој повељи из Трстивнице, од 10. априла.1380. године, у повељи од 2. априла. 1394. године, Стефана Дабише, краљ Босне, који даје Гојку Марнавићу земље, у повељи од 17. маја. 1395. године, у којој краљ Стефан Дабиша даје неком Вукмиру и његовој браћи село Коло, те у повељама од 15. јаунара 1399. године где краљ Остоја уступа Дубровчанима Босанско Приморје и од 5. фебруара. 1399. године гдје Стефан Остоја потврђује привилегије Дубровчанима.
Мастан и његови потомци, који су се по њему звали Масновићи, су уживали велики углед у своје време и имали су свој грб.
Властелин Ђурађ Прибојевић је био син кнеза Прибоја Масновића и унук кнеза (војводе) Мастана Бубањића. Кнез (војвода) Мастан је насликан на ктиторској композицији православног манастира Добруна код Вишеграда. Масновићи су били банова и касније краљева властела. Као сведоци појављују се на повељама босанских владара (1354 – 1426. године). Примљени су у дубровачко грађанство. Забележено је да је Ђурађ Прибојевић трговао 1418.г. у Подвисоком. Поседи властелинског рода Масновића били су у околини Високог и у Дрежници (у долини реке Дрежанке, притоке Неретве).